# Calle de la Colegiata
La calle de la Colegiata es una vía pública de la ciudad española de Madrid, situada en el barrio de Embajadores, distrito Centro, que corre, en dirección este-oeste, desde la plaza de Tirso de Molina a la calle de Toledo. A lo largo de su historia ha tenido diferentes nombres, cronológicamente: calle de la Compañía, calle de San Isidro, calle del Burro, calle Padilla y por fin calle de la Colegiata, que alude a la Colegiata de san Isidro.

## Historia
Diversos cronistas explican los orígenes fundamentados o lengendarios de los diversos nombres que tuvo esta calle del arrabal de San Millán. En el plano de Teixeira aparece como "calle de la Compañía", primer nombre que le reconoce Mesonero Romanos, que en sus descriptivos paseos por El Antiguo Madrid, explica que le vino ese primer nombre conocido por el colegio imperial de los jesuitas, cuyas puertas accesorias daban a ella; la expulsión de la orden dejó a la calle el nombre circunstancial y tópico de "san Isidro", el santo patrón de Madrid, cuyo templo, abierto a la calle de Toledo, también tenía vuelta a esta calle.

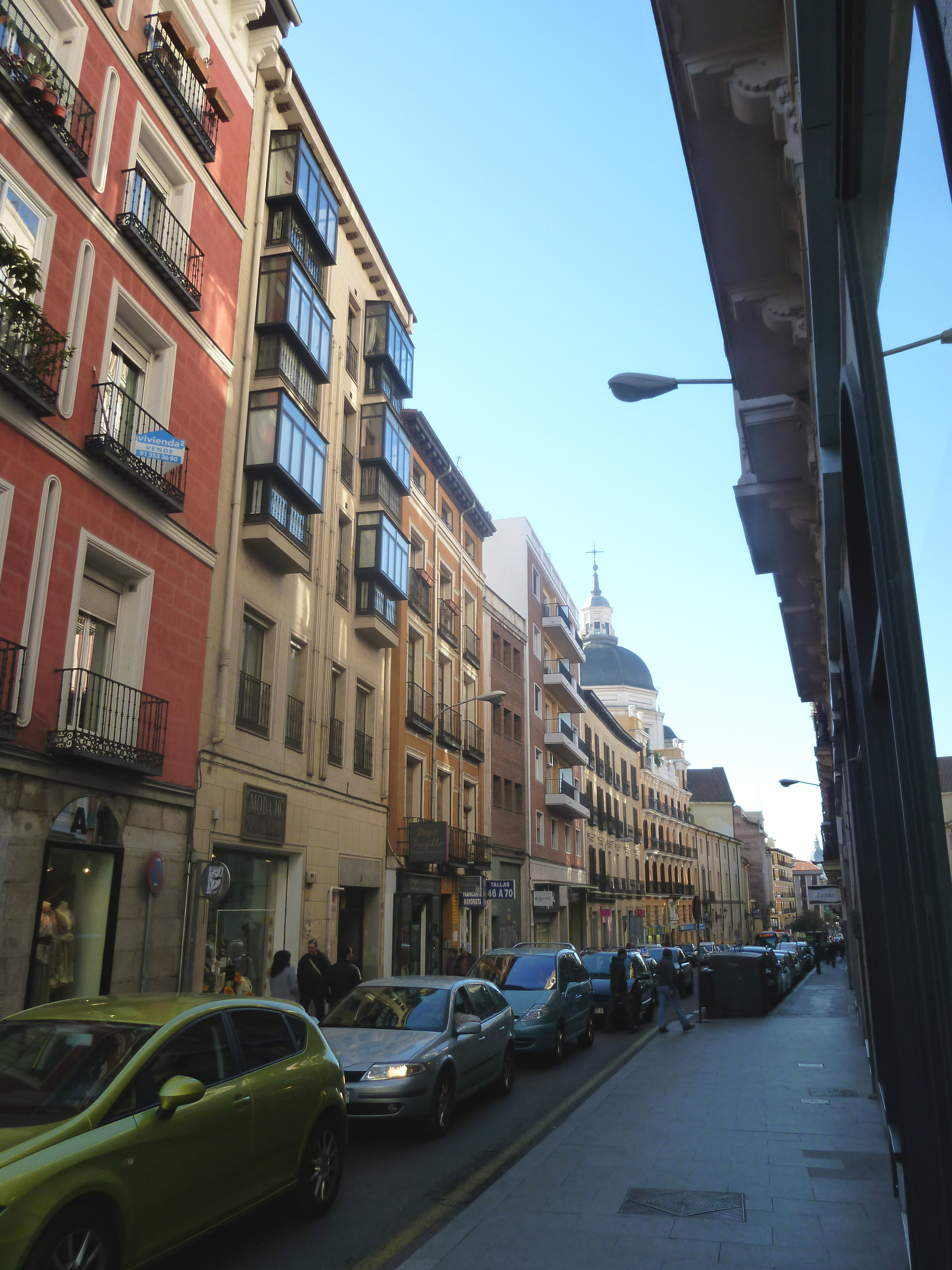
Vista de la calle de la Colegiata en 2011.

El nombre más popular, aunque nunca oficial, fue el de calle del Burro; la historiadora Isabel Gea, siguiendo al cronista Répide, recoge el dato legendario de que tal nombre le vino por culpa de un azulejo "anunciando burras de leche" que había en el corral del vecino convento de la Concepción Jerónima. Otra versión quizá no menos fabulosa, dice que el padre Mariana, un poco harto de las bizantinas discusiones para decidir nuevo nombre para la calle, entre el de la Compañía de Jesús o de la Compañía de la Merced, argumentó que dada la tradición de colocar en el huerto del convento un espantapájaros relleno de paja y hecho con pellejos de burro, bien podría llamarse calle de la Compañía del Burro. Al pueblo debió gustarle, pues ese fue durante casi dos siglos su nombre más popular. Al comienzo de la década de 1840 tuvo el efímero nombre de "Padilla", por el héroe de Villalar, pero en 1848 se le permutó por el de "calle de la Colegiata" (es de suponer que por la simple razón de que la catedral de San Isidro tenía en ella una de sus fachadas laterales). El “batiburrillo” de nombres puede completarse con el que aparece en la guía de Fernández de los Ríos, publicada en 1876, como "calle de Béjar".

## Literaria y teatral
En esta calle situó el novelista Benito Pérez Galdós muchos pasajes de sus Novelas españolas contemporáneas, incorporándola así al mapa del “territorio galdosiano” en la capital de España. Así, al final de la calle, casi esquina a la de Toledo –vía mayor galdosiana por antonomasia– situó el escritor canario la vivienda nueva de su personaje Frasquito Ponte, coprotagonista en la novela Misericordia, publicada en 1897. También es calle protagonista en la tercera parte de Fortunata y Jacinta.

El teatro del Tívoli, en 1881.

En el número 3 de la entonces nueva calle de la Colegiata tuvo su primer local el castizo Teatro Romea inaugurado el 5 de febrero de 1873, con un diseño del arquitecto Francisco Verea; pero a pesar de que el proyecto detallaba las medidas contra incendios de que disponía el local con "ventilación mediante claraboyas cilíndricas en la cubierta, rematadas por un sistema de rejillas en toda la altura del edificio", y un sistema de extinción con bocas situadas bajo el escenario, el local quedó arrasado por el fuego la noche del 3 de abril de 1876. Cinco años después, en 1881, se construiría en ese mismo solar el segundo Teatro Tívoli que hubo en Madrid.
Perpetuando el modelo galdosiano, en el número 10, esquina a la calle del Duque de Rivas, continuaba teniendo local al inicio del siglo XXI "La Unión Bolsera Madrileña", castizo establecimiento comercial fundado en 1928, que tuvo talleres en la vecina calle del General Lacy y tienda en la antigua plaza del Progreso, luego de Tirso de Molina.

## ElHeraldoyEl Debate
Además de literaria, la calle de la Colegiata alcanzó noble rango de ‘periodística vía’, por encontrarse en ella las redacciones de dos importantes diarios editados en Madrid, el Heraldo de Madrid, en el número 7 (1892-1939) y El Debate (1910-1936).